# Стороженко Маргарита Олексіївна
Маргарита Олексіївна Стороженко (нар. 8 серпня, Новомиколаївка, Верхньодніпровський район, Дніпропетровська область) — українська модель. Фіналістка конкурсу «Міс Україна 2018».

## Життєпис
Маргарита Стороженко народилась в селищі Новомиколаївка Верхньодніпровського району Дніпропетровської області. Батько — генеральний директор тваринницького підприємства, за освітою — ветеринарний лікар. Мати — викладачка інформатики. Має сестру-близнючку.
Закінчила зі срібною медаллю Новомиколаївську загальноосвітню школу № 2 та вступила на факультет ветеринарної медицини Дніпровського державного аграрно-економічного університету.
У 18 років на запрошення агентства Galaxy в Дніпрі почала кар'єру моделі. Пізніше співпрацювала з агентством 2A Model Management. У жовтні 2018 роки переїхала до Києва.
З 2020 року навчається в Європейській школі дизайну (EDS).
2020 року стала обличчям літнього номера ELLE Україна. Знімалася для обкладинки журналу L'Officiel. У грудні 2020 року стала обличчям номера Harper's Bazaar Україна.